# Alantsilodendron
Genre
Alantsilodendron  est un genre de plantes à fleurs dicotylédones de la famille des Fabaceae, sous-famille des Mimosoideae, originaire de Madagascar, qui comprend une dizaine d'espèces acceptées.

## Liste d'espèces
Selon The Plant List (4 décembre 2018) :
- Alantsilodendron alluaudianum (R.Vig.) Villiers
- Alantsilodendron brevipes (R.Vig.) Villiers
- Alantsilodendron decaryanum (R.Vig.) Villiers
- Alantsilodendron glomeratum Villiers

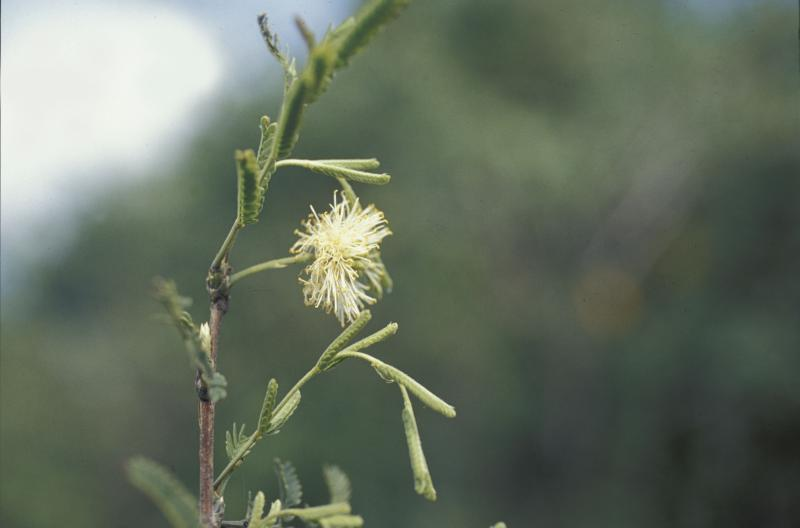
Alantsilodendron humbertii

- Alantsilodendron humbertiiAlantsilodendron humbertii (R.Vig.) Villiers
- Alantsilodendron mahafalense (R.Vig.) Villiers
- Alantsilodendron pilosum Villiers
- Alantsilodendron ramosum Villiers
- Alantsilodendron villosum (R.Vig.) Villiers